# Viodos-Abense-de-Bas
Viodos-Abense-de-Bas è un comune francese di 784 abitanti situato nel dipartimento dei Pirenei Atlantici nella regione della Nuova Aquitania.

## Società

### Evoluzione demografica
Abitanti censiti